# Alabama centrale
L'Alabama centrale è una regione dello stato USA Alabama che si estende per 170 miglia (270 km) dal confine occidentale con il Mississippi al confine orientale con la Georgia e 136 miglia (219 km) dal confine settentrionale della contea di Cullman al fiume Alabama, nel sud della Contea di Autauga. La popolazione della regione era di 1.870.970 a partire dal 2008. Il mercato televisivo di Birmingham raggiunge approssimativamente la stessa area. Il centro economico della regione è Birmingham.